# 静岡県道197号入江富士見線
静岡県道197号入江富士見線（しずおかけんどう197ごう いりえふじみせん）は、静岡県静岡市清水区の国道1号大曲交差点から同区の国道149号万世町（まんせいちょう）交差点までを結ぶ路線（県道）である。

## 通過自治体
- 静岡県
  - 静岡市（清水区）

## 接続路線
- 国道1号
- 静岡県道198号駒越富士見線
- 静岡県道75号清水富士宮線

## 交差路線
- 静岡県道407号静岡草薙清水線
- 静岡県道75号清水富士宮線

## 沿線の施設他
- 静岡市立清水入江小学校
- 桜橋駅
- 静岡市立清水桜が丘高等学校
- 清水中央図書館